# بيت حورون (مدينة توراتية)
بيت حورون، (بالعبرية: בֵית־חוֹרֹ֔ן أي بيت المغارة، باليونانية القديمة: Ὡρωνείν)، هو اسم لبلدتين قديمتين متجاورتين تقعان في موقع استراتيجي على طريق جبعون-أيلون، لحماية «مطلع بيت حورون». ذُكرت البلدتين في الكتاب العبري المقدس وفي مصادر قديمة أخرى: فقد ذُكرت بيت حورون العليا في يشوع (16:5) وبيت حورون السفلى في يشوع (16:3) وأخبار الأيام الأول (7:24) والمكابيين الأول (3:16).
حُددت المدينتين القديمتين بيت حورون العليا وبيت حورون السفلى على التوالي مع القرىتين العربيتين الفلسطينيتين الحاليتين وهما بيت عور الفوقا وبيت عور التحتا، والتي يعتقد أنها لا زالت محافظة على الأسماء القديمة.

## أصل الاسم
| R7 | G29 · Z1 | U33 | V28 | V4 | G1 | E23 · N35 | N25 |

| R7 | G29 · Z1 | U33 | V28 | V4 | G1 | E23 · N35 | N25 |

يُشتق الاسم العبري لبيت حورون (בית חורון) من اسم الإله المصري الكنعاني حورون [الإنجليزية] المذكور في الأدب الأوغاريتي. وقد ورد ذكر المدينة ضمن المدن والبلدات التي قهرها شيشنق الأول في نقشه بمعبد الكرنك باسم باتاي حوارن.